# یک نوع جادو
«یک نوع جادو» (به انگلیسی: A Kind Of Magic) آلبومی از کوئین است که در سال ۱۹۸۶ میلادی منتشر شد.